# Khlalfa
Khlalfa (franska: Khlalfa (CR), Khlalfa (Commune Rurale), arabiska: اخلالفة) är en kommun i Marocko.   Den ligger i provinsen Taounate och regionen Fès-Meknès, i den nordöstra delen av landet, 210 km öster om huvudstaden Rabat. Antalet invånare är 12 939.